# La Gaudaine
La Gaudaine é uma comuna francesa na região administrativa do Centro, no departamento Eure-et-Loir. Estende-se por uma área de 9,14 km². Em 2010 a comuna tinha 176 habitantes (densidade: 19,3 hab./km²).